# Laotris rupestris
Laotris rupestris är en stekelart som beskrevs av Griffiths 1968. Laotris rupestris ingår i släktet Laotris och familjen bracksteklar. Inga underarter finns listade i Catalogue of Life.